# Anatoli Gourevitch
Pour les articles homonymes, voir Gourevitch.
Anatoli Markovitch Gourevitch (en russe : Анатолий Маркович Гуревич) né le 7 novembre 1913 à Kharkiv, en Ukraine (Empire russe), mort le 2 janvier 2009 à Saint-Pétersbourg (Russie), est un espion soviétique. 
Membre du service de renseignement de l'Armée soviétique, le GRU, il fut un personnage central du mouvement de résistance anti-nazi Orchestre rouge en France et en Belgique. Il tenta notamment de faire le lien avec le réseau berlinois
À son retour en Union soviétique, en 1945, Gourevitch, dont le nom de code était Kent, fut condamné pour trahison et passa 15 ans en détention. Il fut réhabilité en 1990.

## Jeunesse
Anatoli naît dans une famille juive de Kharkov (Ukraine), son père est pharmacien. Il fait de bonnes études secondaires, ses matières de prédilection sont la littérature et l'allemand. Il fait partie de l’association paramilitaire de masse OSOAVIAJIM, reçoit la distinction « tireur Vorochilov » pour ses performances au tir à la cible. Il s'inscrit à l'Institut du Transport ferroviaire, puis, comme il est doué pour les langues, à la section « contact avec les étrangers » de l’agence Intourist.
Lorsque débute la Guerre d’Espagne, Gourevitch se porte volontaire. Officiellement marin de la flotte de la IIe République espagnole (sous le pseudonyme d’Antonio Gonzales) il est, vu son don pour les langues, traducteur auprès du général Grigori Shtern. En Espagne, Gourevitch continue à s’initier au travail du monde du renseignement, monde que son séjour à l'Intourist lui avait fait entrevoir.

## Débuts au GRU
Gourevich rentre à Moscou en 1939. Il ne partage pas le sort fatal de très nombreux anciens combattants de la guerre d’Espagne et suit une formation de six mois à l'école du GRU. Il devient cryptographe et opérateur TSF. Son nom de code sera Kent.
Ayant pratiqué l’espagnol pendant la Guerre civile, il reçoit un passeport uruguayen et endossa la personnalité de Vicente Sierra, un riche et charmant fils de famille qui voyageait en touriste à travers l’Europe et cherchait par la même occasion à créer une entreprise d’import-export. Il doit apprendre rapidement ses faux antécédents : enfance, jeunesse de nanti et études à Montevideo, contexte familial, culturel et politique de l'Uruguay. Il suit des cours de danse de salon et d’équitation. Du courrier portant les timbres de l’Uruguay l’attend dans les hôtels de luxe.

## Agent soviétique à Bruxelles
En juillet 1939, Gourevitch arrive à Bruxelles par Stockholm et Copenhague : il a rendez-vous avec le résident local du GRU, Leopold Trepper, le « grand chef ». Bientôt le riche et séduisant Vicente Sierra fréquente les endroits à la mode de Bruxelles, multipliant les contacts et se faisant connaitre.
En mars 1940, Gourevitch voyage en Suisse et entre en contact avec le géographe Sándor Radó, chef d’un réseau de renseignements anti-nazi basé en Suisse. Il lui remit les nouveaux codes et les procédures TSF à utiliser désormais pour communiquer avec « le Centre », c'est-à-dire le GRU, à Moscou). Radó fit part à Gourevitch de sa certitude : les troupes de montagne allemandes s'entrainaient et il était évident, selon lui, que l’Allemagne se préparait à attaquer l'Union soviétique, malgré la signature du pacte de non-agression Molotov-Ribbentrop ; ce sera sans doute au printemps 1941.
Après son retour à Bruxelles, Kent fit la connaissance de ses nouveaux voisins, la famille Singer, de riches Juifs qui avaient fui la Tchécoslovaquie et qui préparaient leur départ pour l’Angleterre. Leur fille, Margret Bach, venait de perdre son mari et voulait rester en Belgique pour continuer à se rendre sur sa tombe. Singer négocia un arrangement avec le (sr) Sierra : il lui avançait les fonds nécessaires à la création d'une entreprise d'import-export, à la condition que l'Urugayen emploie MMe Bach comme secrétaire, et veille sur elle.
L'invasion de la Belgique par les Allemands, en mai 1940, eut alors lieu. Trepper dut fuir à Paris et laisser Gourevitch responsable du réseau bruxellois.
Gourevitch fit prospérer son entreprise, la Simexco, et comme Trepper avant lui réalisa des bénéfices qui facilitaient le fonctionnement du réseau. Et ceci tout en récoltant des renseignements auprès de ses clients, qui étaient souvent des Allemands, voire l’intendance de la Wehrmacht. Kent noua une relation avec Margret Bach.
Désormais honorablement connu des autorités allemandes d'Occupation, recevant somptueusement les affairistes belges et allemands, le PDG de la « Simexco » puisait ses renseignements à la source et bénéficiait même de permis de circulation dans l'Europe occupée, alors qu'il était un des solistes de l'Orchestre rouge.
En octobre 1941, Kent reçut l'ordre de se rendre à Berlin et de rétablir la connexion que les Allemands antifascistes avaient perdue avec le Centre. Gourevitch partit en « voyage d'affaires » pour la Tchécoslovaquie et l'Allemagne.

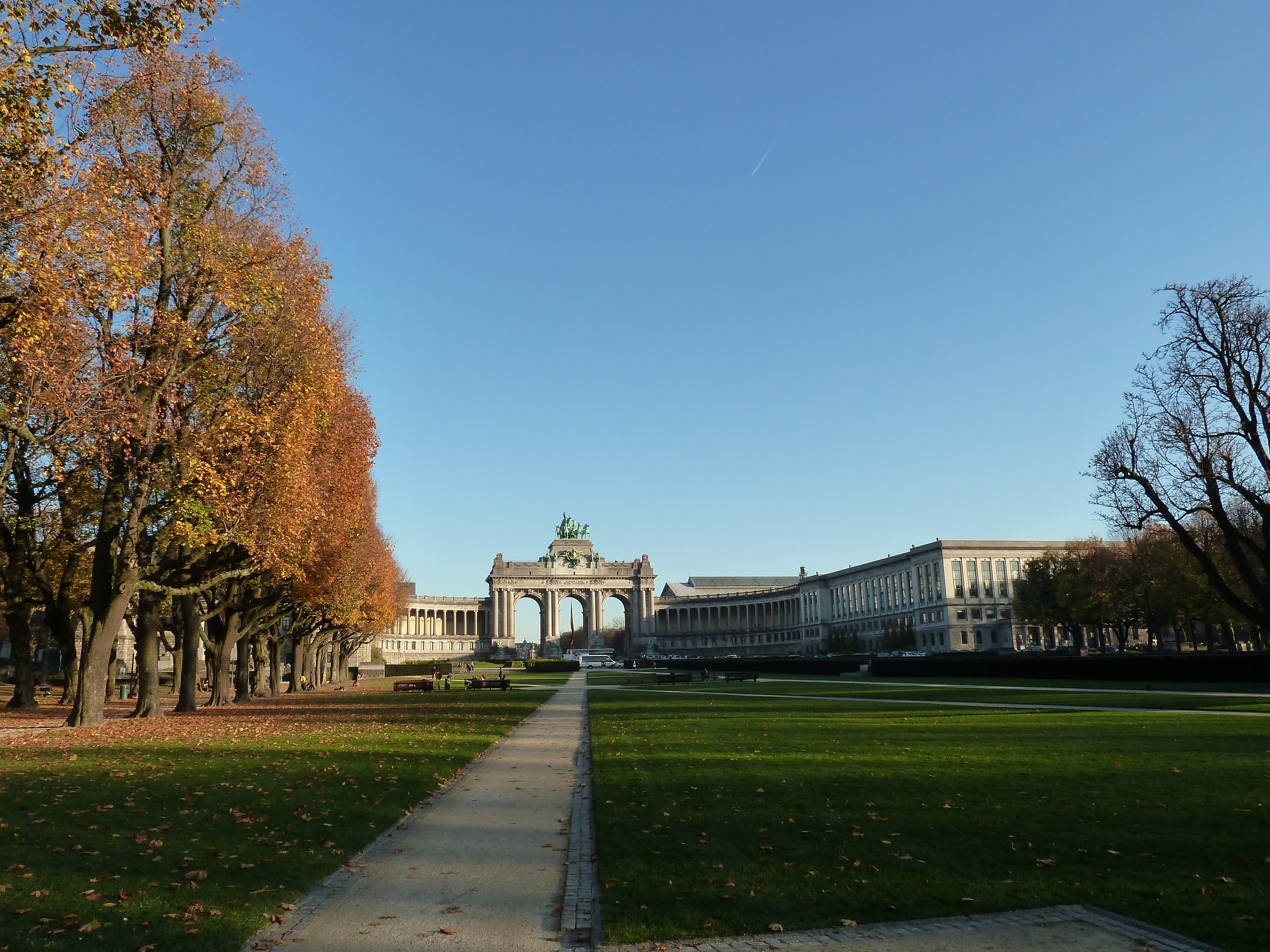
A Bruxelles, l'implantation dans le beau quartier d'Etterbeek semblait garantir la tranquillité à la branche belge de l'Orchestre rouge (ici le Parc du Cinquantenaire)

Si, à Prague, toute possibilité de résistance avait été écrasée par Reinhard Heydrich, à Berlin il réussit à entrer en contact avec les anti-fascistes Harro Schulze-Boysen, Arvid Harnack, Ilse Steben, et à les raccorder à Moscou. Ils pourront en particulier prévenir Staline de l'attaque allemande imminente dans le Caucase et sur Stalingrad. Le GRU transmit à Kent « les félicitations du logeur », Staline[réf. nécessaire].
À Etterbeek, près de Bruxelles, au 101 de la rue des Atrébates, Kent loua une villa au nom de Mikhail Makarov : ce sera le QG du réseau bruxellois.
Le 13 décembre 1941, Trepper, revenu de Paris, réunit (sans en parler à Gourevitch) les membres du réseau bruxellois dans la villa de la rue des Atrébates. Mais le contre-espionnage allemand, qui avait créé une unité spéciale, le Sonderkommando Rote Kapelle) et rassemblé tous ses moyens pour localiser la villa, fit une descente et arrêta tout le monde, sauf Trepper. Gourevitch et sa femme, prévenus au dernier moment, partirent de chez eux sans prendre le temps de boucler une valise.
Mais le réseau de résistance belgo-hollandais était démembré : après l'arrestation de Rita Arnould, Sophia Poznanska et Kamy David lors de la descente de police de la rue des Atrébates (13 décembre 1941), Johann Wenzel fut pris le 30 juin, puis Konstantin Lukitch Efremov (fin juillet), puis Leon Grossvogel le 25 novembre 1942.

## Arrestation
En janvier 1942, Gourevitch se réfugia à Marseille. Le 9 novembre 1942, il fut arrêté — la Gestapo avait fait parler un des sans-filistes de Bruxelles — par la police française et remis à Heinz Pannwitz. Trepper fut arrêté à Paris un mois plus tard. Kent fut emprisonné et interrogé à Bruxelles, où il fut reconnu comme « le petit chef » par un coursier, Herman Izbutski, à Paris, puis à Berlin, par le redoutable chef de la Gestapo Heinrich Müller.
Les Allemands avaient compris que Gourevitch, comme Trepper, était un des « solistes » de Rotte Kapelle, et ils cherchèrent à utiliser avec eux plutôt la persuasion que la force brutale.
Cependant le contre-espionnage allemand, qui avait obtenu les codes de Kent et ses procédures TSF, joignit Moscou en son nom et mena une opération de Funkspiel, qui ne cessa que lorsque Trepper parvint à faire avertir Moscou, en avril 1943.
Pendant son séjour de deux ans et demi dans les prisons allemandes, Gourevitch, que le contre-espionnage allemand essayait de retourner, réussit à convaincre un des chefs du Sonderkommando Rote Kapelle, le Kriminalrat Heinz Pannwitz, que l'Allemagne allait perdre la guerre, et à le retourner[réf. nécessaire].

## Retour en URSS
En 1945, Gourevitch fut rapatrié à Moscou, où il débarqua avec Heinz Pannwitz, ainsi que son opérateur Stluka et sa secrétaire et maîtresse Emma Kemp, et un colis d'archives du contre-espionnage allemand. Tous furent immédiatement arrêtés et enfermés à la Loubianka. Gourevitch fut accusé de haute trahison. Il fut longuement interrogé par Viktor Abakoumov, qui dépouilla les comptes rendus des interrogatoires que Kent avait rapportés. Gourevitch perdit la trace de sa femme Margret et de leur jeune fils Michel ; à ses questions le NKVD répond qu'ils étaient morts dans un camp de concentration pendant un bombardement.
En janvier 1947, Gourevitch fut condamné pour trahison à 20 ans de camp à Vorkouta, sans droit au courrier, en vertu de l'article 58-1 « a » du Code criminel. Trepper, Rado et les Allemands furent également envoyés au Goulag.
Après la mort de Staline, en 1953, Khrouchtchev lui succèda et Gourevitch fut amnistié en 1955.
Gourevitch écrivit en haut-lieu de nombreuses lettres afin d'obtenir que son cas soit ré-examiné. Ses suppliques attirèrent l'attention du KGB, qui l'emprisonna en 1958, quelques jours avant son mariage avec Lidia Krouglov, ingénieure, plus jeune que lui de 13 ans. Il fut enfermé dans un camp en Mordovie. Lidia attendit la libération conditionnelle de Gourevitch, en 1960 ; ils vécurent ensemble pendant 43 ans, très modestement. Anatoli Gourevitch travailla jusqu'en 1978 à l'usine « Rostorgmontaj ». Ils n'eurent pas d'enfants. Gourevitch continua à lutter pour que son innocence soit reconnue. Il fut officiellement réhabilité sous Gorbatchev, le 13 août 1990.
En 1991, il retrouva son fils Michel, qui vivait en Espagne, et apprit que Margret était morte en 1958. Il découvrit son petit-fils Anatoli. Anatoli Gourevitch meurt en 2009 à 95 ans. Il est inhumé au cimetière Bogoslovskoïe, à Saint-Pétersbourg.

## Controverse
Anatoli Gourevitch a-t-il été un traître ou un héros ? 

Selon le journal russe écrit en allemand Sankt Petersburger Herold : 

« Heinz Pannwitz (surnommé le bourreau de Lidice pour sa répression sauvage après l'assassinat de Reinhard Heydrich en 1942), avait en fait noué des relations de travail et d'amitié avec Gourevitch à Prague dès 1940, lors d'une opération conjointe du GRU et de la Gestapo contre le gouvernement tchécoslovaque de Londres, alors que le pacte Molotov-Ribbentrop était en vigueur. Ils se protégèrent l'un l'autre par la suite. »

Selon l'article « Weihnachten müsst Ihr richtig feiern » [Vous devez bien célébrer Noël] de la Zeit : 

« En août 1942, l'Abwehr a capté à Bruxelles une communication entre Moscou et Kent. Comme c'est un code ancien qui était utilisé, l'Abwehr put facilement déchiffrer le message et localiser Kuckhoff et Harro Schulze-Boysen à Berlin. Une vague d'arrestations (120) s'ensuivit en Allemagne, et fin décembre 1942, 11 membres de la branche allemande d'Orchestre rouge furent exécutés (3 autres ont préféré se suicider). »

Serguei Poltorak (voir le chapitre « Sources ») s'est fait l'écho d'une théorie : Gourevitch aurait été victime de la lutte entre les services GRU et NKVD (lutte identique à celle qui opposait les adjoints de Heinrich Müller et de Walter Schellenberg en Allemagne). Il regagna l'Union soviétique alors que son protecteur, le chef du GRU Ivan Ilyitchev était déstabilisé par Béria.

### Mémoires
- Léopold Trepper, Le grand jeu : Mémoires du chef de l'orchestre rouge, Paris, Albin Michel, 1975, 417 p. (ISBN 978-2-226-00176-4)

- Anatoli Gourevitch, Un certain monsieur Kent, Paris, Grasset, 1995, 315 p. (ISBN 2-246-46331-9)

### Étude historique
- Guillaume Bourgeois, La véritable histoire de l'Orchestre rouge, Paris, Éditions Nouveau Monde, coll. « Le grand jeu », 2015, 581 p. (ISBN 978-2-36942-067-5, présentation en ligne)Réédition : Guillaume Bourgeois, La véritable histoire de l'Orchestre rouge, Paris, Éditions Nouveau Monde, coll. « Chronos », 2017, 581 p., poche (ISBN 978-2-36942-549-6).

### Sources
- (de) « Le plus vieil espion soviétique est mort », Mitteldeutsche Zeitung, 4 janvier 2009.
- (de) « Die Geschichte des sowjetischen Spionageringes "Rote Kapelle" », Der Spiegel, 20 mai 1968.
- (ru) Кент-Гуревич из «Красной Капеллы», Vestnik, 20 novembre 2001.
- (ru) Разведка - это не игра, a-gurevich.narod.ru
- Sergei Nikolajewitsch Poltorak, "L'espion Kent"
- (ru) Анатолий Гуревич, Правда о "Красной капелле"
- (ru) ДОРА И СОНЯ
- « Décès du dernier membre de l'Orchestre Rouge », Le Soir, 2 janvier 2009.
- (de) l"OSOAVIAJIM", "Mikhail Makarov Warfolomejewitsh", "Heinz Pannwitz", "Zerschlagung der Rest-Tschechei", "Amtsbezeichnungen der deutschen Polizei", "Rita Arnould", "Sophia Poznanska", "Johann Wenzel", "Konstantin Lukitsch Jefremow" (Constantin Loukitch Efremov), "Izbutski Herman", "Leon Grossvogel", "Iwan Iwanowitsch Iljitschow"(= Ivan Ilyitchev)

## Filmographie
- En Allemagne, Hans Coppi, junior a tourné un documentaire sur la vie d'A. Gourevitch : Verlorenes Leben ("Une vie gâchée").
- En URSS, Gourevitch (mais lui-même le réfute) aurait servi de modèle au personnage d'espion intrépide Stirlitz (en) de la série TV à succès "Dix-sept moments de printemps" (Семнадцать мгновений весны) , inspirée d'un célèbre roman d'espionnage à épisodes éponyme.
- En France, un film grand public, L'Orchestre rouge de Jacques Rouffio est sorti en 1989. C'est Martin Lamotte qui joue le rôle de Kent.